# The Gräsänkling blues
The Gräsänkling blues är en tragikomisk sång skriven och framförd av Povel Ramel. Den släpptes som stenkaka i december 1951, efter att ha sänts i en arbetsversion i radioprogrammet Rameldags i augusti.  Låten, framförd som en typisk pianoblues, inleds med "Det är måndag morgon och mitt huvud känns så tungt".  Texten beskriver hur jaget försökt - och misslyckats - sköta hushållet medan hustrun är borta (det vill säga medan han är gräsänkling). 
Kända fraser inkluderar: "Jag ska köpa nya fiskar, ty dom gamla har ta’t slut, och jag själv är lika vissen, såsom cissusen ser ut" och "Vårt hembiträde Anna, vår trogna gamla skatt, förlora’ jag i poker till Stig Järrel förrgår natt". Låten parodierar också visan Kungens lilla piga (både text och melodi) med frasen "jag måste skura trappan, jag måste bona golv".
The Gräsänkling Blues är en av Ramels stora klassiker och Povel Ramelsällskapet beskriver den som "en storsäljare som genom alla år spelats och önskats "överallt" ". Låten är släppt på CD ett flertal gånger, bland annat på Svenska Sångfavoriter, och finns i cover av bland andra Claes Janson, Cornelis Vreeswijk och Mikael Ramel.